# Череш
Череш (укр. Череш) — село в Чудейской сельской общине Черновицкого района Черновицкой области Украины.
До 2020 года входило в Сторожинецкий район
Население по переписи 2001 года составляло 1374 человека. Почтовый индекс — 59031. Телефонный код — 3735. Код КОАТУУ — 7324589801.